# Епархия Гариссы
Епархия Гариссы (лат. Dioecesis Garissaënsis) — епархия Римско-Католической Церкви с центром в городе Гарисса, Кения. Епархия Гариссы входит в митрополию Момбасы. Кафедральным собором епархии Гариссы является церковь Пресвятой Девы Марии в городе Гарисса.

## История
9 декабря 1976 года Римский папа Павел VI издал буллу Sacrosancta Christi, которой учредил апостольскую префектуру Гариссы, выделив её из епархии Момбасы и епархии Меру.
3 февраля 1984 года Римский папа Иоанн Павел II издал буллу Quandoquidem, которой преобразовал апостольскую префектуру Гариссы в епархию. В этот же день епархия Гариссы вошёл в митрополию Найроби.
21 мая 1990 года апостольский викариат Гариссы вошёл в митрополию Момбасы.
2 июня 2000 года епархия Гариссы передала часть своей территории для возведения новой епархии Малинди.

## Ординарии епархии
- епископ Leo White OFMCap[1] (9.12.1976 — 1984);
- епископ Paul Darmanin OFMCap (3.02.1984 — по настоящее время).

## Источник
- Annuario Pontificio, Libreria Editrice Vaticana, Città del Vaticano, 2003, ISBN 88-209-7422-3
- Булла Sacrosancta Christi, AAS 69 (1977), стр. 137  (лат.)
- Булла Quandoquidem  (лат.)